# Edentulina usambarensis
Edentulina usambarensis – gatunek ślimaka trzonkoocznego z rodziny Streptaxidae.
Występuje w Tanzanii.
Prowadzi lądowy tryb życia.